# Kleinbissendorf
Kleinbissendorf ist ein Gemeindeteil des Marktes Hohenfels im Landkreis Neumarkt in der Oberpfalz in Bayern.

## Geographische Lage
Die Einöde liegt im oberpfälzischen Jura der Südlichen Frankenalb etwa 2,5 km östlich von Hohenfels und etwa 1,5 km südlich von Großbissendorf auf ca. 488 m ü. NHN. Sie ist umgeben von mehreren Erhebungen, die bis auf 563 m ü. NHN ansteigen.
Kleinbissendorf ist zu erreichen über die Kreisstraße NM 34. Circa 3,5 km südlich der Einöde verläuft die Bundesautobahn 3; die nächsten Anschlussstellen (AS) sind die AS 94 Parsberg und die AS 95 Beratzhausen.

## Geschichte
Im Salbuch der Herrschaft Hohenfels von 1494 ist die Ansiedelung, bestehend aus zwei Anwesen, als „Klainpissendorff“ aufgeführt. Um 1600 ist die Ansiedelung als „K[lein]pissendorf“ im Kartenwerk von Christoph Vogel verzeichnet. Gegen Ende des Alten Reiches, um 1800, bestand die Einöde nur noch aus einem Anwesen von der Größe eines Dreiviertelhofes, der im Pflegamt Hohenfels dem Kloster Pielenhofen gültbar war.
Im Königreich Bayern wurde um 1810 der Steuerdistrikt Raitenbuch im Landgericht Parsberg (später Landkreis Parsberg) aus zwölf Orten gebildet, darunter die Einöde Kleinbissendorf. Mit dem zweiten bayerischen Gemeindeedikt von 1818 entstand die Ruralgemeinde Großbissendorf mit zehn Orten, darunter Kleinbissendorf. Diese Gemeinde mit zuletzt neun Orten wurde zum 1. Mai 1978 nach Hohenfels eingemeindet.
Die Kinder gingen im 19. Jahrhundert und bis weit in das 20. Jahrhundert ca. 2 km weit in die katholische Schule Großbissendorf, heute in die Grundschule von Hohenfels. Am 19. Februar 1933 brannte der Einödhof nieder und wurde wieder aufgebaut.

### Gebäude- und Einwohnerzahl
- 1838: 9 „Seelen“, 4 Häuser[8]
- 1861: 15 Einwohner, 5 Gebäude[9]
- 1871: 15 Einwohner, 5 Gebäude, an Großviehbestand 1873 2 Pferde und 15 Stück Rindvieh[10]
- 1900: 12 Einwohner, 1 Wohngebäude[11]
- 1925: 11 Einwohner, 1 Wohngebäude[12]
- 1950: 15 Einwohner, 2 Wohngebäude[13]
- 1970: 6 Einwohner[14]
- 1987: 6 Einwohner, 1 Wohngebäude, 1 Wohnung[15]

Heute sind bei insgesamt circa 13 Gebäuden zwei mit Hausnummern gekennzeichnet.

### Kirchliche Verhältnisse
Kleinbissendorf gehörte seit altersher (so um 1600 im Kartenwerk von Christoph Vogel) zur katholischen Pfarrei Hohenfels im Bistum Regensburg.